# Leptocera lutosa
Leptocera lutosa är en tvåvingeart som först beskrevs av Christian Stenhammar 1854.  Leptocera lutosa ingår i släktet Leptocera och familjen hoppflugor. Inga underarter finns listade i Catalogue of Life.